# Калонда
Калонда (слч. Kalonda) насељено је мјесто са административним статусом сеоске општине (слч. obec) у округу Лучењец, у Банскобистричком крају, Словачка Република.

## Становништво
| Година:    | 1994. | 2004.    | 2014.   | 2024.   |
| ---------- | ----- | -------- | ------- | ------- |
| Број људи: | 203   | 233      | 214     | 195     |
| Разлика:   |       | +14,77 % | -8,15 % | -8,87 % |

| Година:    | 2023. | 2024.   |
| ---------- | ----- | ------- |
| Број људи: | 196   | 195     |
| Разлика:   |       | -0,51 % |

Према подацима о броју становника из 2011. године насеље је имало 216 становника.